# Metacyrba insularis
Espèce
Synonymes
- Cyrba insularis Banks, 1902

Metacyrba insularis est une espèce d'araignées aranéomorphes de la famille des Salticidae.

## Distribution
Cette espèce est endémique des îles Galápagos en Équateur.

## Description
La femelle holotype mesure 6,7 mm.
Les mâles mesurent de 4,20 à 4,41 mm et les femelles de 5,31 à 6,64 mm.

## Systématique et taxinomie
Cette espèce a été décrite sous le protonyme Cyrba insularis par Banks en 1902. Elle est placée dans le genre Metacyrba par Banks en 1930.

## Étymologie
Son nom d'espèce lui a été donné en référence au lieu de sa découverte, une île.

## Publication originale
- Banks, 1902 : « Papers from the Hopkins Stanford Galapagos Expedition; 1898-1899. VII. Entomological Results (6). Arachnida. With field notes by Robert E. Snodgrass. » Proceedings of the Washington Academy of Science, vol. 4, p. 49-86 (texte intégral).